# Науйої-Вільня (район)

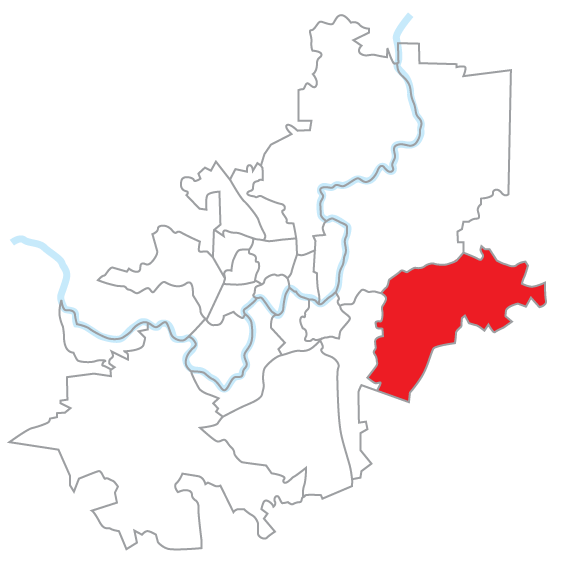
Нововільняйське староство

Нова Вільня (лит. Naujoji Vilnia, пол. Nowa Wilejka) — район Вільнюса, розташований на відстані близько 10 км на схід від центру міста в горбистій і лісистій місцевості по берегах річки Вільні. Становить східну частину Нововільняйського староства, в яку входять також території Гуря, Павільніса, Пучкоряй, Тупутішкес.

## Історія

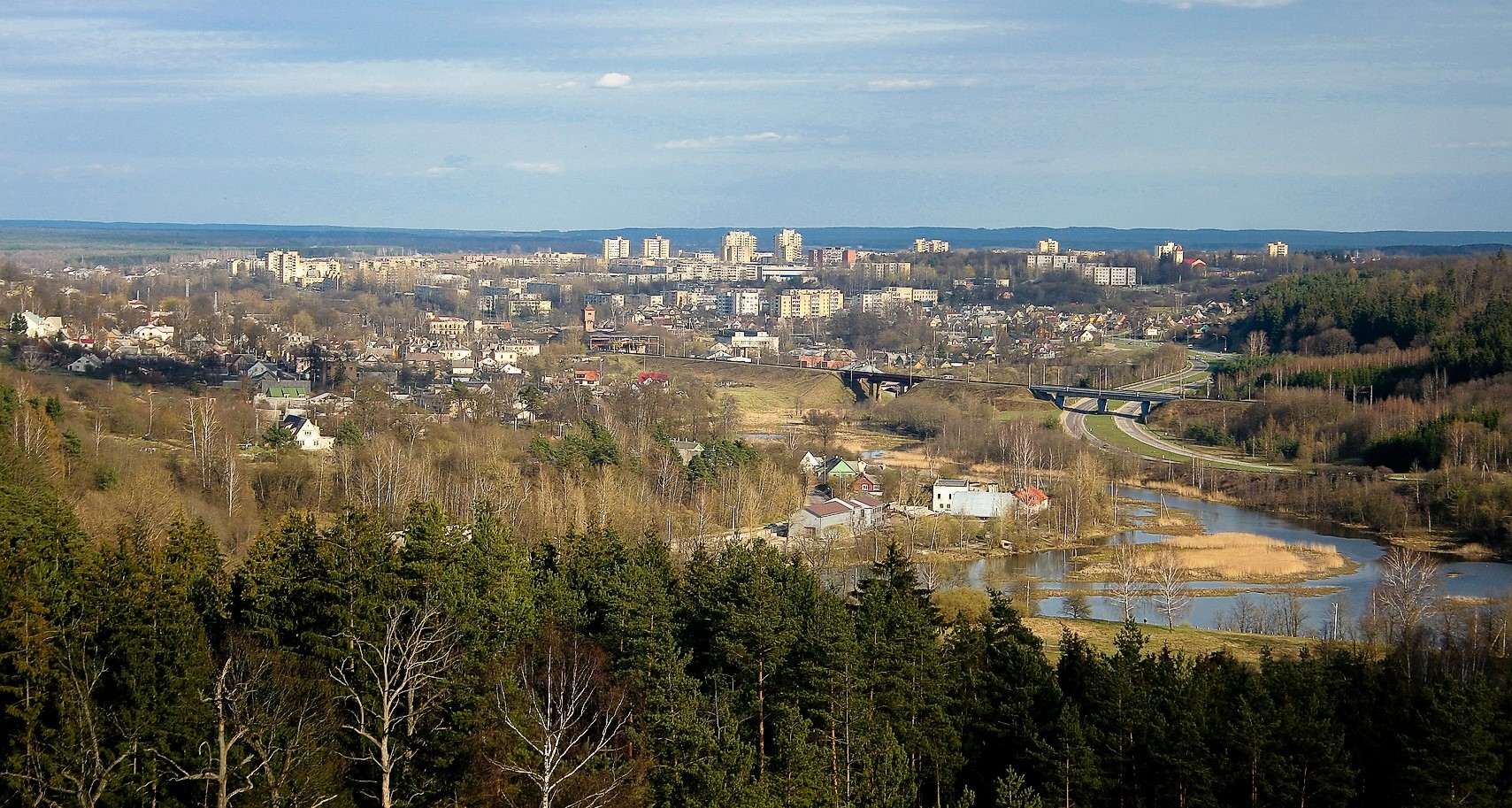
Краєвид Нової Вільні

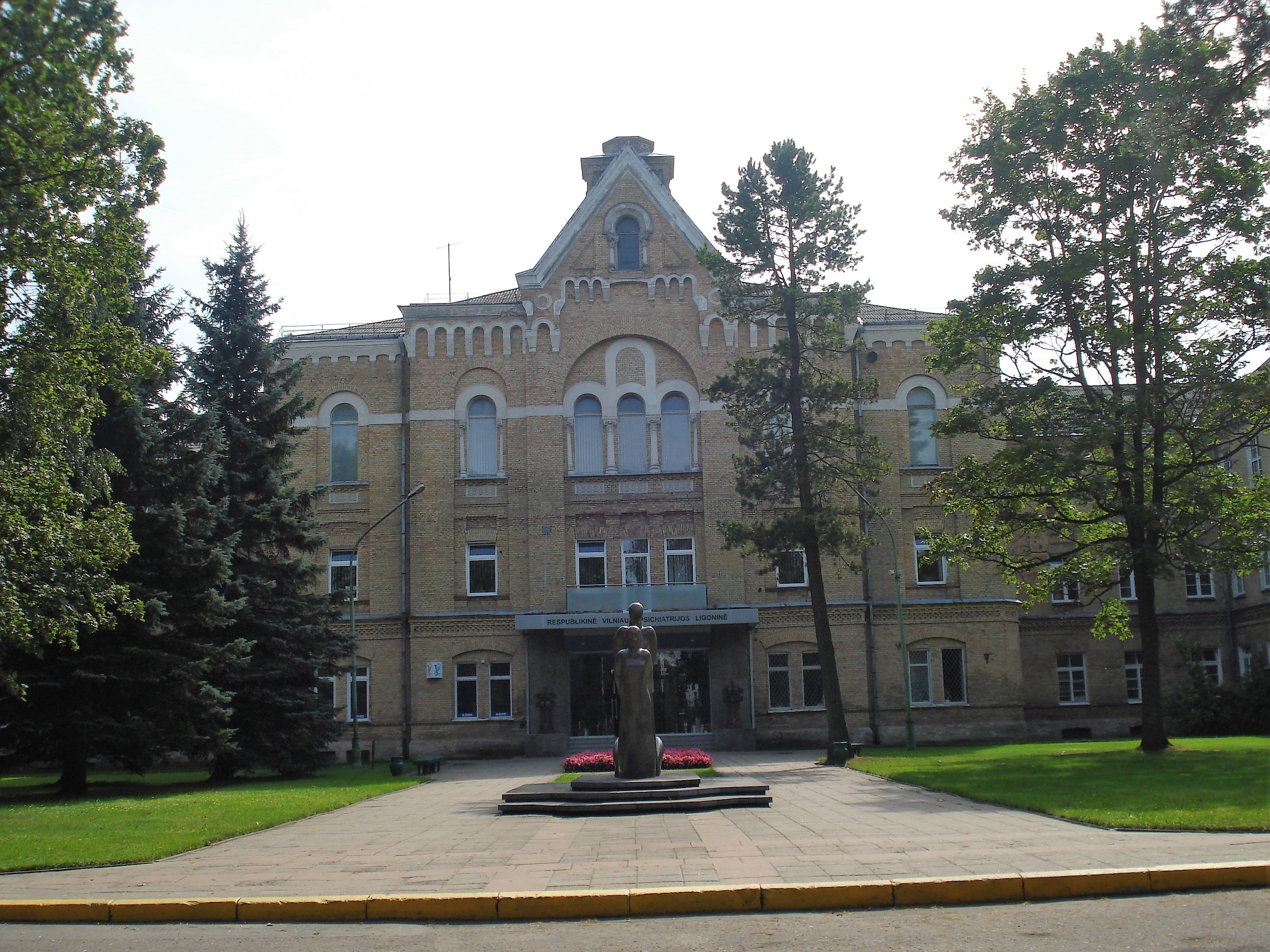
Фасад центральної будівлі Республіканської Вільнюської психіатричної лікарні

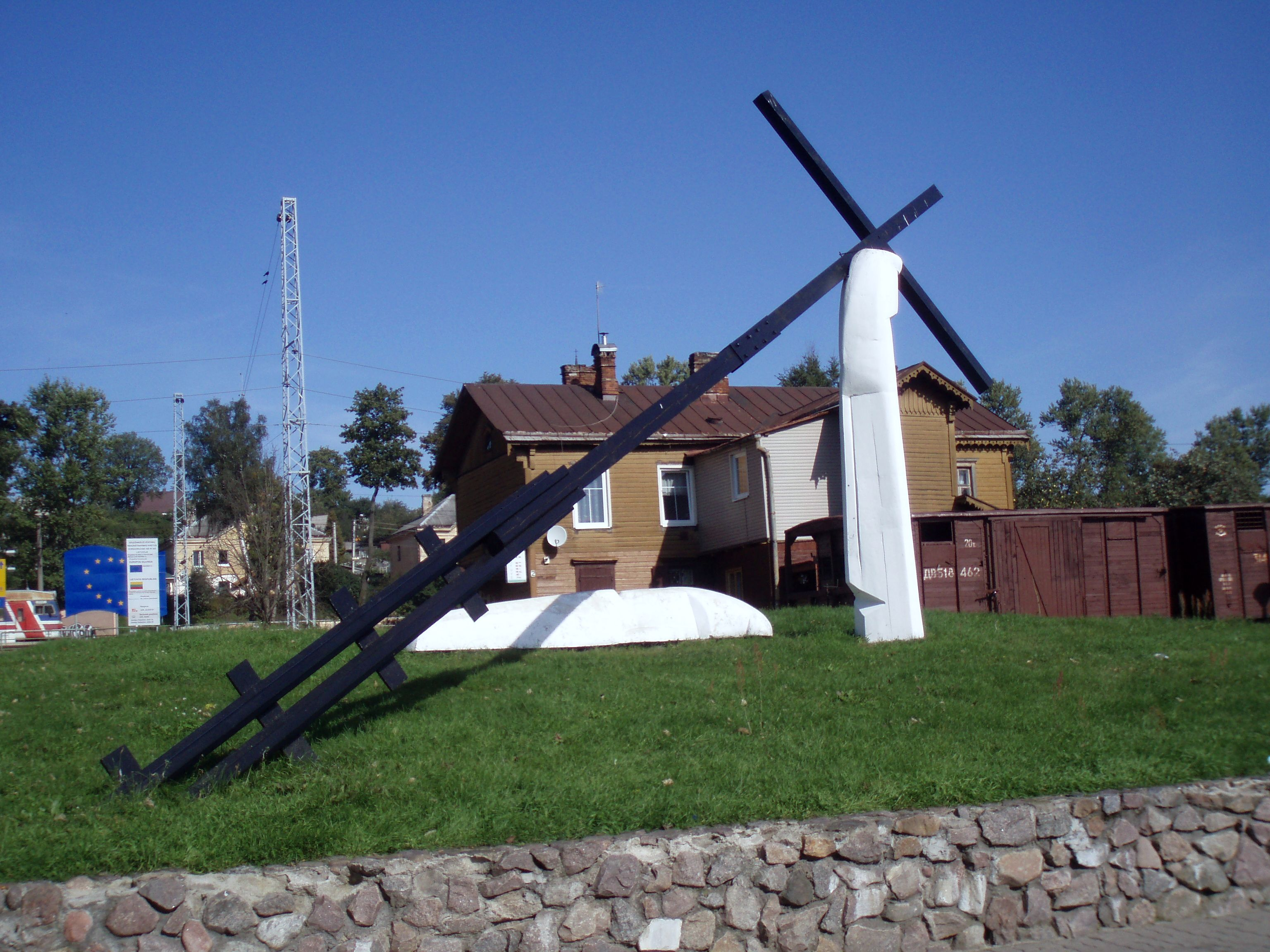
Пам'ятник жертвам масових заслань

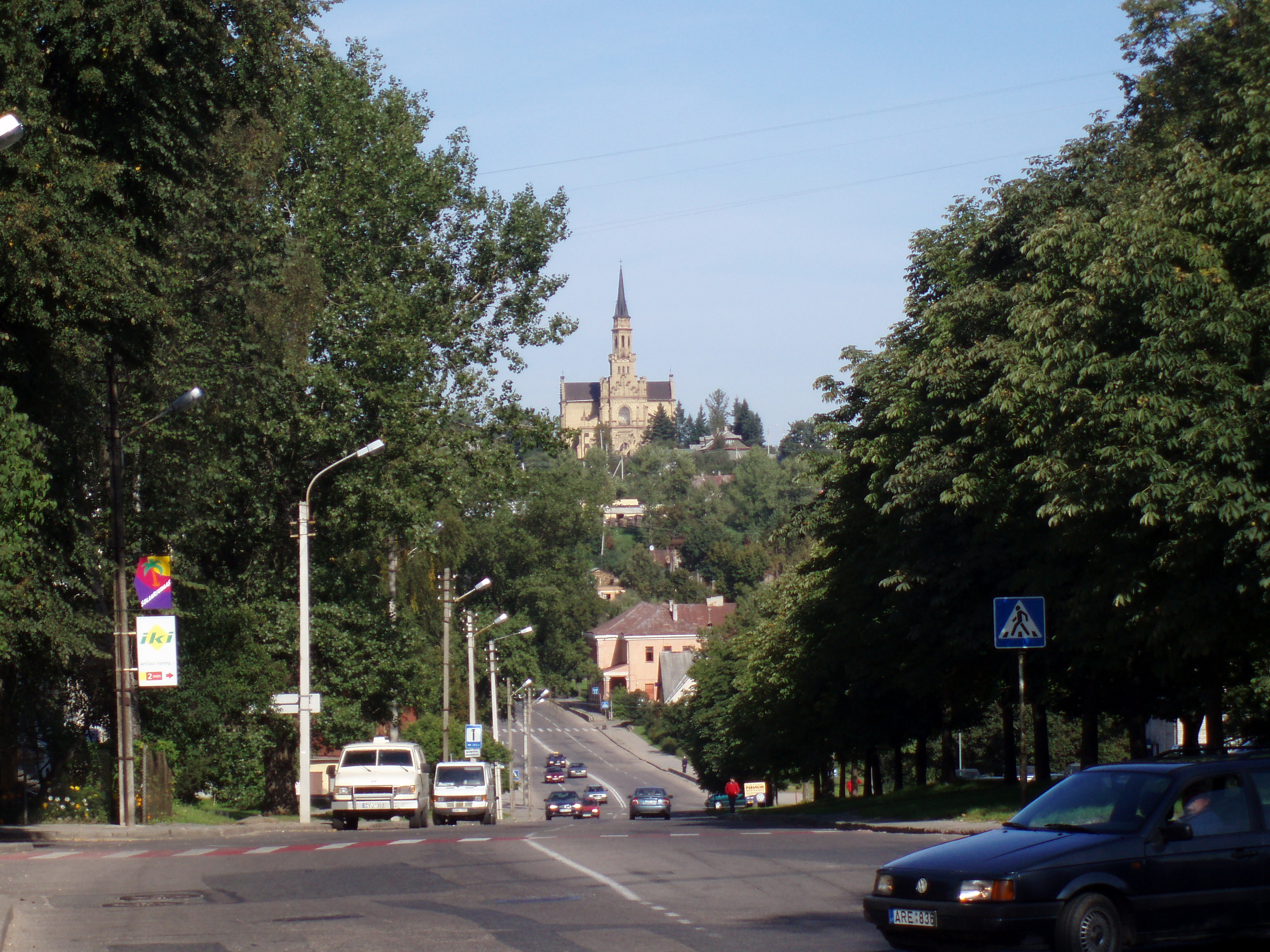
Вулиця Пяргалес з костелом Святого Казимира вдалині

Формувалася як окреме невелике містечко, самостійне в адміністративному плані. Швидко зростала з будівництвом складів і майстерень при великій залізничній станції після прокладки залізниці Санкт-Петербург—Варшава в 1860-х роках. Перед Першою світовою війною значилася містом Віленської губернії.
З 1903 року в Новій Вільні діяла окружна психіатрична лікарня, найбільша в Російській імперії, обладнана за останнім словом науки та медичної техніки того часу і розрахована на 1000 штатних ліжок. Першим директором був відомий психіатр і письменник М. В. Країнський. У лікарні деякий час працювала санітаркою відома білоруська поетеса Алоїза Пашкевич (псевдонім Тітка). У 1960-х роках лікарня налічувала близько 2000 ліжок. Нині це одна з найбільших лікарень в Литві — Республіканська Вільнюська психіатрична лікарня.
Неоготичний костел Святого Казимира з жовтої цегли був побудований в 1908—1911 роках. За переписом населення 1931 року в Новій Вільні налічувалося 778 житлових будинків і близько 7 тисяч жителів.
Через залізничну станцію Нова Вільня здійснювалося вивезення під час масових висилок з Литви репресованих 1940—1941 років. Нова Вільня була останньою станцією в Литві. На згадку про це біля залізничної станції споруджено меморіал (скульптор Відмантас Гілікіс), відкритий 14 червня 1991 року в 50-ту річницю особливо масштабної акції радянських репресивних органів — паровоз, вагони, залізнична колія, що трансформується в хрест, що несе символічна біла фігура.
З 1950 по 1959 рік Нова Вільня була центром району. В 1957 році була включена до складу Вільнюса.
Після Другої світової війни Нова Вільня швидко розвивалася як промисловий район з великими підприємствами — ордена Трудового Червоного Прапора верстатобудівний завод «Жальгіріс» (перша продукція випущена в 1947 році; спеціалізувався спочатку на виробництві свердлильних і поперечностругальних верстатів, потім випускав головним чином горизонтальні, вертикальні, універсальні фрезерні верстати, фрезерні напівавтомати, універсальні прецизійні спеціалізовані фрезерні верстати), завод сільськогосподарського машинобудування Неріс (спочатку випускав молотарки, сінокосарки та іншу сільськогосподарську техніку, пізніше основну продукцію становили агрегати для виробництва вітамінізованого борошна, також агрегати для пресування кормів, гранулятори кормів тощо), заснований в 1957 році верстатобудівний завод імені 40-річчя Жовтня (спочатку виготовляв запасні частини до верстатів, з 1960 року спеціалізувався на виробництві малогабаритних зубофрезерних верстатів високої точності для точного приладобудування, автомобільної та годинникової промисловості), завод фарбувальних апаратів. За проєктом відомого архітектора Е. Н. Бучюте було побудовано сучасну будівлю комплексу підприємств побутового обслуговування (1988)
З відновленням незалежності Литви, зміною державного ладу і зміною умов економічної діяльності великі підприємства прийшли в занепад. Відкритий в 1959 році кінотеатр «Драугісте» («Дружба»), побудований за типовим проєктом в стилі «соціалістичного історизму», в роки незалежності припинив діяльність; будівля на розі вулиць Пяргалес і Стяпоно Баторія (Pergalės g. 1/Stepono Batoro g. 43), нині там MAXIMA.